# Nyctanassa violacea
La nitticora capogiallo (Nyctanassa violacea (Linnaeus, 1758)) è un uccello della famiglia degli Ardeidi relativamente piccolo, che vive in larga parte delle Americhe, in special modo lungo le regioni costiere più calde.

## Descrizione

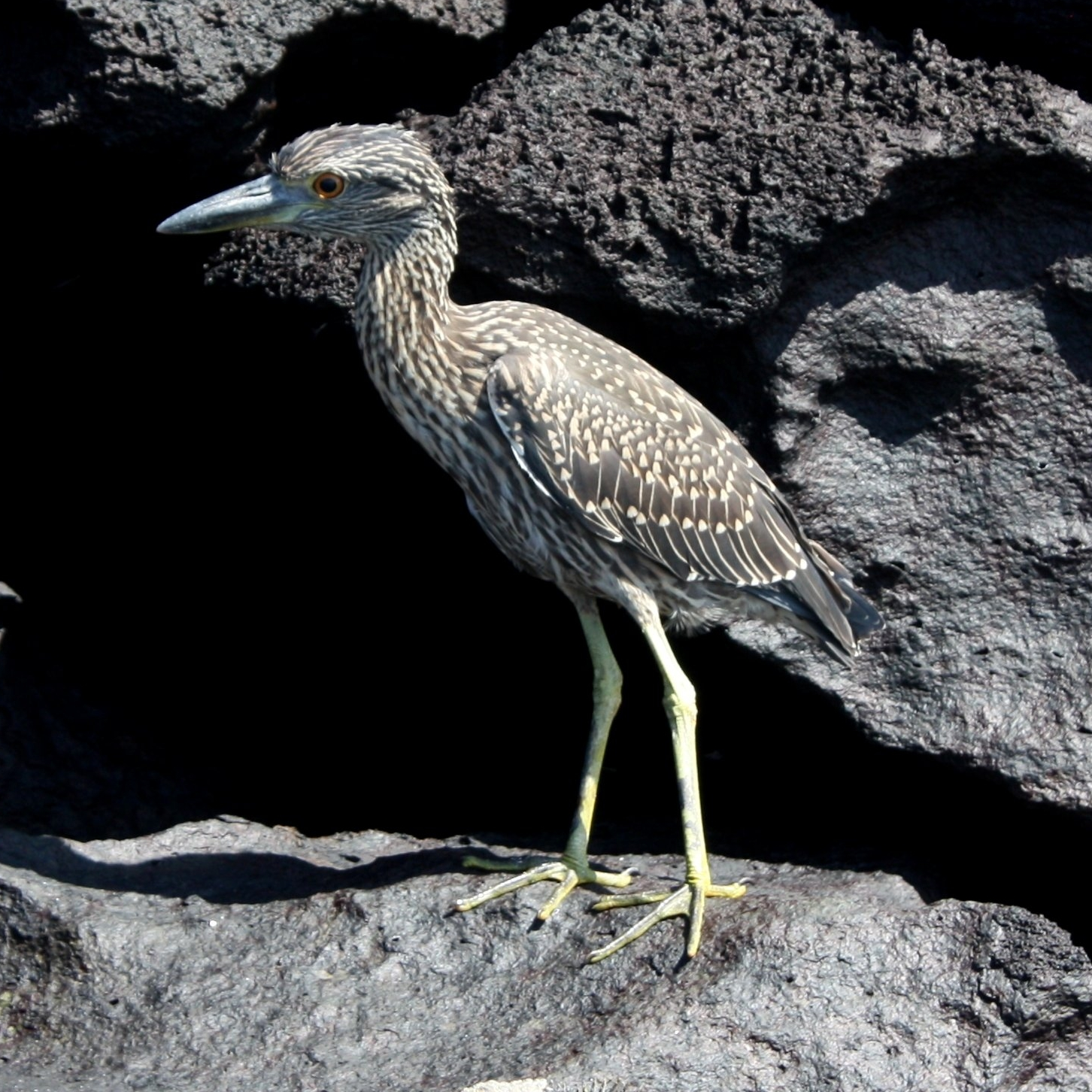
Giovane esemplare di nitticora capogiallo (Isole Galapagos)

Gli esemplari adulti di nitticora capogiallo sono lunghi circa 61 cm e pesano in media 625 grammi. Hanno il corpo di una tonalità grigiastra e una corona bianca, occhi rossi, segnati da bande bianche nella parte inferiore, e piccole zampe gialle. Gli esemplari giovani hanno un piumaggio marrone, screziato di bianco o di grigio.

## Biologia
Nelle località più calde, talvolta la nitticora capogiallo è stanziale; nel resto delle regioni, migra nell'America centrale e nelle Indie occidentali. Occasionalmente, capita che si diriga verso nord, presso i Grandi Laghi o in Ontario, dopo la riproduzione.
La nitticora capogiallo insegue le prede o tende loro agguati sul bordo degli specchi d'acqua, principalmente di notte. Principalmente, si ciba di crostacei, molluschi, rane, insetti acquatici e piccoli pesci.

### Riproduzione
L'habitat della nitticora capogiallo per la riproduzione sono le paludi e gli acquitrini degli Stati Uniti orientali e del nord-est. Talvolta, nidifica in colonie, di solito su piattaforme di bastoncini sugli alberi o piccoli arbusti. Depone 3-5 uova di colore verde-blu.

## Galleria d'immagini

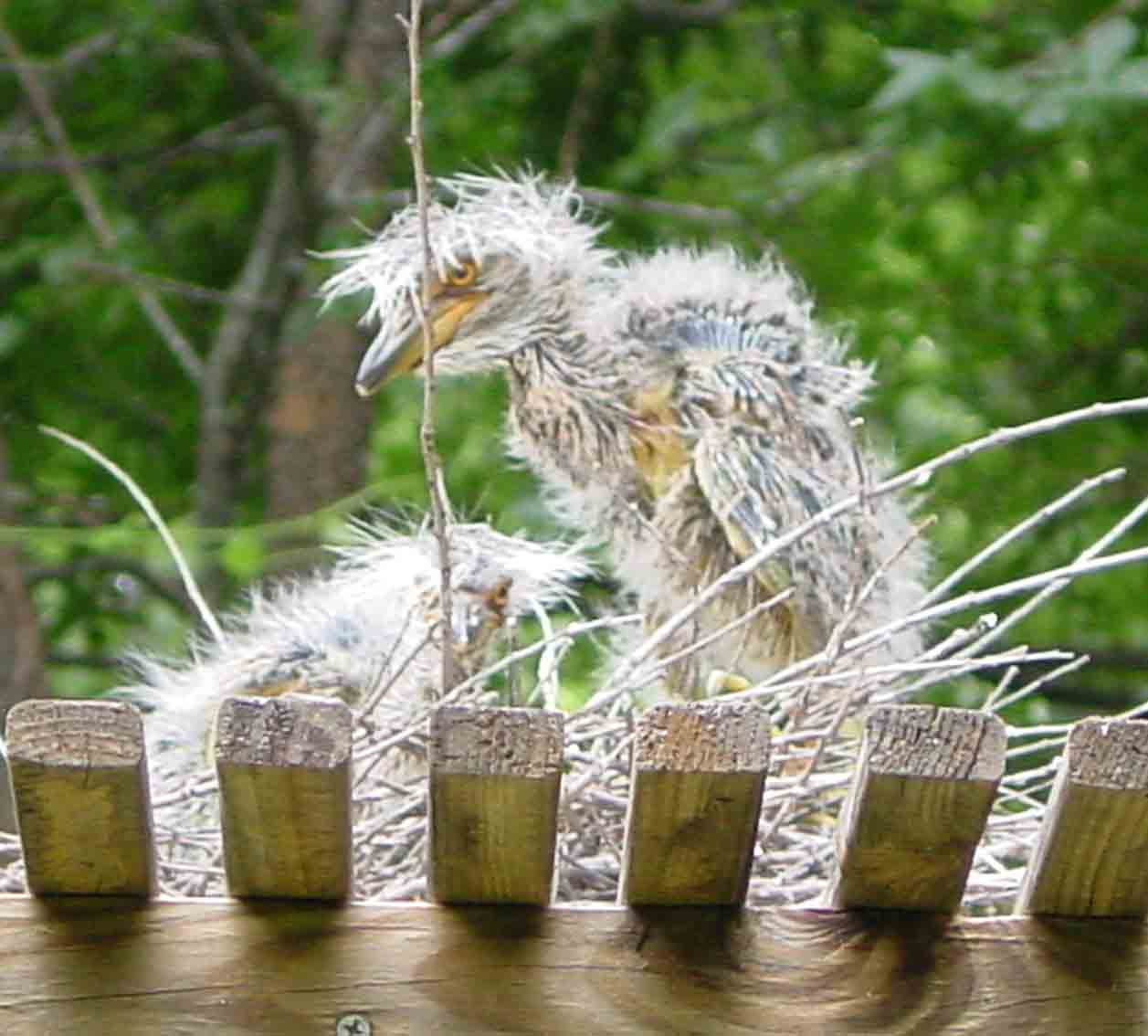
Pulcini di nitticora capogiallo (Texas)
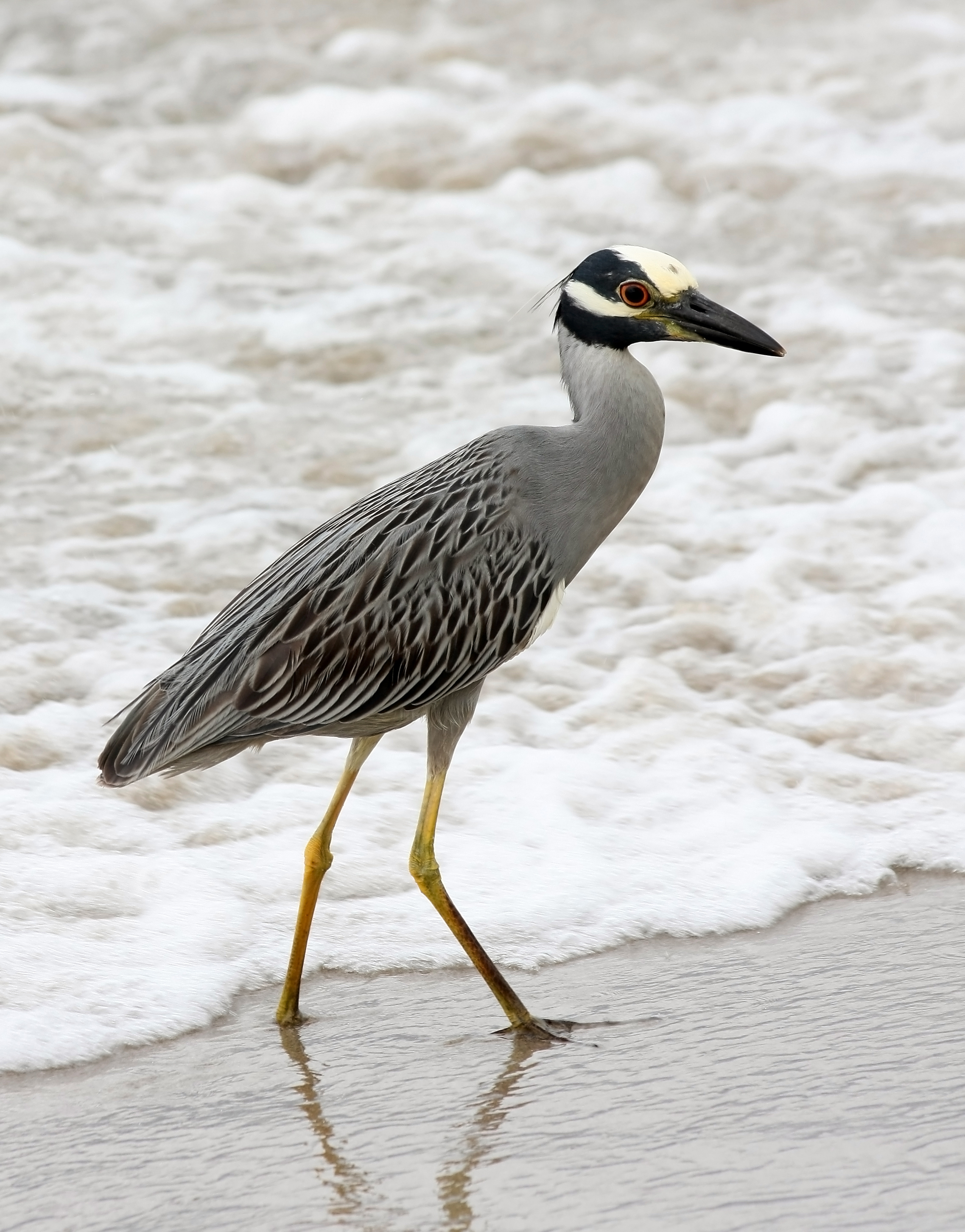
Nitticora capogiallo in una spiaggia della Florida